# Мкртчян Юрік Степанович
Ю́рік Степа́нович Мкртчя́н (14 вересня 1939, місто Єреван, Вірменія — 29 січня 1999) — український політик. Колишній Народний депутат України.

## Освіта
У 1968 році закінчив Харківський автомобільно-дорожній інститут.

## Трудова діяльність
- Травень 1973 — лютий 1982 — начальник механізованої колони тресту «Південбудмеханізація».
- Лютий 1982 — червень 1990 — керівник тресту «Південтрансбуд».
- Червень 1990 — травень 1992 — заступник голови Харківського облвиконкому.
- Травень 1992 — липень 1994 — заступник глави Харківської облдержадміністрації.

Був заступником голови з питань будівництва, житлово-комунального господарства Харківської облради. До лютого 1997 — заступник голови з питань будівництва і житлово-комунального господарства Харківської облдержадміністрації.
Народний депутат України 3-го скликання з 12 травня 1998 до 2 лютого 1999 від партії Всеукраїнське об'єднання «Громада», № 11 в списку. На час виборів: начальник головного управління Харківської облдержадміністрації, безпартійний. Член фракції «Громада» (з травня 1998). Голова підкомітету з питань архітектури, будівництва та дорожнього господарства Комітету з питань будівництва, транспорту і зв'язку (з липня 1998).

## Нагороди
- Почесна відзнака Президента України (травень 1995).